# Juan Martín
Juan Martín (fou un mestre compositor del segle xviii.
Va ser mestre de capella de la catedral de Salamanca de 1750 a 1781; també regentà la càtedra de música de la cèlebre universitat. El 1781 fou jubilat i ocupà interinament el seu lloc Manuel Doyagüe, Martín el 1789.
A l'arxiu de música de la catedral de Salamanca existeixen unes 30 obres, quasi totes a cinc veus, amb violins i trompes com era usual en la seva època, les dates del les quals comprenen entre la del Te Deum...per a la coronació de Nostre Monarca Ferran sisè any 1746, i el Motet a Nostra Senyora <<Beatam me dicent>>, el 1780. Fou mestre de Doyagüe.